# Peyrilhac
Peyrilhac este o comună în departamentul Haute-Vienne din centrul Franței. În 2009 avea o populație de 1.182 de locuitori.

## Evoluția populației
| An        | 1975 | 1982  | 1990  | 1999  | 2006  | 2009  |
| --------- | ---- | ----- | ----- | ----- | ----- | ----- |
| Populație | 913  | 1.098 | 1.067 | 1.069 | 1.157 | 1.182 |